# Evita (pel·lícula)
Evita és una pel·lícula estatunidenca escrita, dirigida i produïda per Alan Parker l'any 1996. Es tracta d'una adaptació cinematogràfica del musical d'Andrew Lloyd Webber i Tim Rice, basat en la vida de María Eva Duarte de Perón, coneguda com a Evita.
Va rebre múltiples nominacions, i també l'Oscar a la millor cançó original, i els Globus d'Or a la millor pel·lícula musical, a la millor actriu de musical i a la millor cançó original. Sobretot la cantant Madonna va sorprendre amb el seu paper d'Evita.

## Argument
Eva Durate (Evita) és una noia de províncies i infància difícil que, conduïda pels seus somnis, als anys 40 arriba a la capital argentina per a transformar-se en una actriu de segona categoria. Va ascendir en l'escala social i finalment va arribar a ser la Primera Dama de l'Argentina en casar-se amb Juan Perón, el President del país, convertint-se en un mite. Des d'aquesta posició va arribar a tenir gran influència política i també va fer obra social; va gaudir de gran popularitat entre les masses (les classes obreres i els descamisados) i alhora va ser molt odiada per altres (les acomodades i els militars).

## Repartiment
- Madonna: Eva Perón
- Antonio Banderas: Che Guevara (narrador)
- Jonathan Pryce: Juan Perón
- Jimmy Nail: Agustín Magaldi
- Victoria Sus: Doña Juana
- Julian Littman: germà Juan
- Olga Merediz: Blanca
- Laura Pallas: Elisa
- Julia Worsley: Erminda
- María Luján Hidalgo: jove Eva
- Servando Villamil: Cipriano Reyes
- Andrea Corr: serventa de Perón
- Peter Polycarpou: Domingo Mercante
- Gary Brooker: Juan Bramuglia
- Maite Yerro: Julieta
- Adrià Collado: Carlos

## Banda sonora
La banda sonora va ser escrita per Andrew Lloyd Webber i suposa el dotzè disc de Madonna. Els temes són interpretats per ella mateixa, Antonio Banderas, Jonathan Pryce, i Jimmy Nail, entre d'altres. Es va presentar en dos discos:
Disc 1
1. A Cinema In Buenos Aires, 26 July 1952 - 1:18
2. Requiem For Evita - 4:16
3. Oh What A Circus - Antonio Banderas i Madonna - 5:44
4. On This Night Of A Thousand Stars - Jimmy Nail - 2:24
5. Eva And Magaldi/Eva Beware Of The City - Madonna, Jimmy Nail, Antonio Banderas i Julian Littman - 5:20
6. Buenos Aires - Madonna - 4:09
7. Another Suitcase In Another Hall - Madonna - 3:33
8. Goodnight And Thank You - Madonna i Antonio Banderas - 4:18
9. The Lady's Got Potential - Antonio Banderas - 4:24
10. Charity Concert/The Art Of The Possible - Jimmy Nail, Jonathan Pryce, Antonio Banderas i Madonna - 2:33
11. I'd Be Surprisingly Good For You - Madonna i Jonathan Pryce - 4:18
12. Hello And Goodbye - Madonna, Andrea Corr i Jonathan Pryce - 1:46
13. Peron's Latest Flame - Antonio Banderas i Madonna - 5:17
14. A New Argentina - Madonna, Jonathan Pryce i Antonio Banderas - 8:09

Disc 2
1. On The Balcony Of The Casa Rosada 1 - Jonathan Pryce - 1:26
2. Don't Cry For Me Argentina - Madonna - 5:31
3. On The Balcony Of The Casa Rosada 2 - Madonna - 2:00
4. High Flying, Adored - Antonio Banderas i Madonna - 3:32
5. Rainbow High - Madonna - 2:26
6. Rainbow Tour - Antonio Banderas, Gary Brooker, Peter Polycarpou, Jonathan Pryce, Madonna, i John Gower - 4:50
7. The Actress Hasn't Learned The Lines (You'd Like To Hear) - Madonna i Antonio Banderas - 2:31
8. And The Money Kept Rolling In (And Out) - Antonio Banderas - 3:53
9. Partido Feminista - Madonna - 1:40
10. She Is A Diamond - Jonathan Pryce - 1:39
11. Santa Evita - 2:30
12. Waltz For Eva And Che - Madonna i Antonio Banderas - 4:12
13. Your Little Body's Slowly Breaking Down - Madonna i Jonathan Pryce - 1:24
14. You Must Love Me - Madonna - 2:50
15. Eva's Final Broadcast - Madonna - 3:05
16. Latin Chant - 2:11
17. Lament - Madonna i Antonio Banderas - 5:16

## Premis i nominacions

### Premis
- Oscar a la millor cançó original
- Globus d'Or a la millor pel·lícula musical o còmica
- Globus d'Or a la millor actriu musical o còmica
- Globus d'Or a la millor cançó original

### Nominacions
- Oscar a la millor direcció artística
- Oscar a la millor fotografia
- Oscar al millor muntatge
- Oscar al millor so
- Globus d'Or al millor director
- Globus d'Or al millor actor musical o còmic
- BAFTA a la millor música
- BAFTA a la millor fotografia
- BAFTA al millor muntatge
- BAFTA al millor vestuari
- BAFTA al millor maquillatge i perruqueria
- BAFTA al millor disseny de producció
- BAFTA al millor so
- BAFTA al millor guió adaptat